# Camponotus sucki
Camponotus sucki är en myrart som beskrevs av Auguste-Henri Forel 1901. Camponotus sucki ingår i släktet hästmyror, och familjen myror. Inga underarter finns listade.